# Собор на крові (документальний телесеріал)
«Собор на крові» — український документальний фільм, науково-публіцистичне історичне дослідження українського національно-визвольного руху з використанням маловідомих фактологічних матеріалів і унікальних документальних кадрів, викладених у формі захоплюючої, майже детективної інтриги. Створено під патронатом Українського інституту національної пам'яті. Пісня на слова Юрія Буряківця «Буде нам з тобою що згадати» в обробці та виконанні Тараса Чубая — українського рок-співака, композитора, лідера гурту «Плач Єремії» (керівник, автор музики й текстів, вокаліст, музикант).
Серіал «Собор на крові» розповідає історію українського національно-визвольного руху у боротьбі за соборність і самостійність своєї Батьківщини в період з 1919 по 1949 роки. Ця боротьба розглядається у фільмі як частина загальноєвропейської історії. Адже Коновалець і Мельник, Бандера і Шептицький, Боровець і Шухевич жили і діяли в складній ситуації грандіозного геополітичного конфлікту гітлерівського Рейху, сталінської радянської імперії та Західних демократій.

## Зміст серіалу
Серія перша. Народження великого блефу
Розповідь про історичні передумови національно-визвольного руху пояснює чому за версальськими підсумками першої Світової війни саме Німеччина стає головним політичним партнером Українських патріотичних сил. Йдеться про формування зорганізованої структури національно-визвольного руху і Євгена Коновальця як першого очільника УВО та ОУН. Одна з головних сюжетних ліній — створення Гітлером міфу про Велику Україну та її визволення як формальне виправдання фашистських агресивних намірів. Гітлер намагається в такий спосіб відвернути увагу Європи від своїх справжніх планів реваншу на Заході. Спроби ОУН використати блеф Гітлера задля інтересів української державності.

Серія друга. Цукерки для команданта
ОУН опиняється у плетиві хитрощів європейських політичних інтересів середини 30-х років 20-го століття. Намагаючись зламати хід подій на свою користь, оунівці організують замахи на польського міністра Перацького і югославського короля. Активність ОУН дратує не тільки Німеччину, а й Сталіна, який вважає існування дієвої національно-визвольної організації небезпечним прикладом для Радянської України. Він віддає наказ знищити очільника ОУН. НКВС з притаманним йому «талантом» у таких справах організовує вбивство Євгена Коновальця.

Серія третя. Одна доба незалежності
Коротка і трагічна історія Карпатської України — яскравий приклад жагучого прагнення українського народу до незалежності і відчайдушних намагань використати будь-яку можливість для здійснення цієї мрії. Велична постать президента Карпатської України громадського діяча європейського масштабу Августина Волошина, також знищеного НКВС, спогади учасників подій і особливо унікальна хроніка, знята американським оператором українського походження, який загинув в останньому бою, робить цю серію однією з найкращих у фільмі.

Серія четверта. Галицьке марево
Розвиток політичної ситуації у Європі реанімує актуальність міфу про утворення Української галицької держави. ОУН знову опиняється у колі стратегічних інтересів Гітлера, який намагається використати її як засіб політичного шантажу Кремля. Новий очільник ОУН Андрій Мельник йде на чергове зближення з Німеччиною, але сумнозвісний альянс — Гітлер і Сталін — перетворює українські надії на марево.

Серія п'ята. Фальшиве золото вересня
Антигітлерівські настрої в ОУН. Бунт Степана Бандери і розкол організації. «Парадні» заходи Сталіна навколо возз'єднання Західної України з СРСР, у яких, за висловом Олександра Довженка, «народ український лишався не при чім…». Спільна боротьба двох диктаторів проти українського національно-визвольного руху. Сталінські репресії на Західній Україні.

Серія шоста. Політика доконаних фактів
Зухвала акція проголошення ОУН Бандери у Львові Української незалежної держави. Тактика використання двобою імперій-велетнів в інтересах України. Створення похідних груп ОУН. Нацисти розуміють небезпеку нової політики українців і розпочинають репресії.

Серія сьома. Армія без держави
Створення УПА-УНР. Нацистська політика геноциду населення України. Початок широкого збройного антигітлерівського супротиву. Лідер УПА Тарас Бульба-Боровець. Спроби налагодити союз УПА-УНР з радянськими партизанами. Виникнення УПА-ОУН і конфлікт її командування з Боровцем. Страшний факт збройного вирішення конфлікту.

Серія восьма. Боротьба за народ
Трагічні наслідки конфлікту в УПА. Гітлерівці починають масштабні каральні заходи в Україні. Англія і США звертають увагу на українські повстанські загони, і радянські партизани відразу порушують угоду про нейтралітет. Підступна політика радянського підпілля. ОУН ідеологічно програє «війну провокацій».

Серія дев'ята. Альянс над прірвою
Створення УГВР і налагодження політичних контактів ОУН із Заходом. Це спонукало Сталіна у розпалі війни піти на раптовий перегляд конституції у напрямку розширення прав УРСР. Ці формальні заходи — продовження радянського блефу про Велику і вільну Україну. УПА починає партизанську війну проти СРСР.

Серія десята. Тріумф великого блефу
Напружене змагання за партнерство із Заходом між ОУН і Кремлем напередодні Ялтинської конференції. Війна Радянського Союзу з силами національного Супротиву в західній Україні. Особистість Шептицького. Шухевич і нова тактика ОУН. У конфіденційній бесіді з Рузвельтом Сталін йде на нечуване приниження, визнавши, що у боротьбі з УПА йому потрібна допомога ззовні. Домовленість про створення ООН, де Україна буде представлена як цілісна республіка у складі СРСР, вибила козирі з рук українського Супротиву і знецінила національно-визвольний рух в очах світової політики. Задуманий Адольфом Гітлером політичний блеф щодо соборної Великої України, успішно втілює в життя Йосип Сталін. Це був крах надій тих людей, чиї обличчя нескінченою галереєю завершують фільм.

## Попередній перегляд
Анонс фільму Звантажити анонс фільму «Собор на крові» (9.6M KB, DivX)
- Народження великого блефу  (Звантажити demo серії «Народження великого блефу» , 11M KB, DivX)
- Цукерки для команданта     (Звантажити demo серії «Цукерки для команданта» , 6.5M KB, DivX)
- Одна доба незалежності     (Звантажити demo серії «Одна доба незалежності» , 9.9M KB, DivX)
- Галицьке марево            (Звантажити demo серії «Галицьке марево» , 10M KB, DivX)
- Фальшиве золото вересня    (Звантажити demo серії «Фальшиве золото вересня» , 11M KB, DivX)
- Політика доконаних фактів  (Звантажити demo серії «Політика доконаних фактів» , 10M KB, DivX)
- / Армія без держави (Звантажити demo серії «Армія без держави» , 13M KB, DivX)
- Боротьба за народ          (Звантажити demo серії «Боротьба за народ» , 12M KB, DivX)
- Альянси над прірвою        (Звантажити demo серії «Альянси над прірвою» , 10M KB, DivX)
- Тріумф великого блефу      (Звантажити demo серії «Тріумф великого блефу» , 12M KB, DivX)

## Дивись також
- Український визвольний рух
- «1941. Заборонена правда»